# Nachtfalter (film)
Nachtfalter è un cortometraggio muto del 1911 sceneggiato e diretto da Urban Gad. La protagonista era Asta Nielsen, qui al suo secondo film tedesco.

## Trama
Olga e Martha sono due sorelle che lavorano insieme come sarte. Goldmann, un artista del varietà, circuisce Olga, convincendola a partire con lui. La ragazza prende tutti i soldi che ha risparmiato insieme alla sorella e scappa di nascosto. La sua nuova carriera di ballerina ha successo e Olga diventa "Mademoiselle Yvonne", celebre danzatrice. Intanto la sorella, che continua a fare la sarta, si è sposata con Felix Dorner. Ma il crollo della banca rovina il commercio di Felix che si mette a bere. Ricevuta un'eredità, vuole andarsene da casa e, per farlo, spezza il braccio alla moglie che lo vuole fermare. Martha, adesso, con il braccio rotto non riesce neppure a lavorare e deve trovarsi un'altra occupazione, la fioraia, per poter vivere.
Quando Felix incontra Olga, che vive con leggerezza la sua vita, i due si riconoscono come nati e vissuti nello stesso paese. Iniziano una relazione. Seduti spensieratamente in un caffè, sono visti da Martha che aggredisce la sorella con astio: non le era bastato derubarla di tutti i loro risparmi, adesso le sta portando via anche il marito. Olga ascolta stupefatta, poi chiede perdono a Martha. Ritornata a casa, si uccide.
Davanti alla sua bara, moglie e marito si ritrovano insieme.

## Produzione
Il film fu prodotto dalla Deutsche Bioscop GmbH.

## Distribuzione
Il visto di censura, che vietava il film ai minori, portava la data del 6 maggio 1911.
Il cortometraggio in tre bobine uscì nelle sale cinematografiche tedesche il 13 maggio 1911 con il titolo originale Nachtfalter che, in italiano, si traduce in falena.